# Susana Rinaldi
Susana Natividad Rinaldi Embaixador(a) da boa vontade da UNESCO(Buenos Aires, 25 de dezembro de 1935) mais conhecida como la tana é uma atriz e cantora de tango argentina. Esteve casada com o bandoneonista Osvaldo Piro.

## Trajetória Artística
Em 1946 Susana Natividad Rinaldi estudou canto de câmara no Conservatório Nacional de Música. Em 1955 ingressa na Escuela de Arte Dramático, estudando dois anos. Em 1957 debuta no Canal 7 Televisión.
Passou a chamar atenção cantando tangos até então interpretados por vozes masculinas, como os compostos por José María Contursi, Enrique Santos Discépolo, Homero Manzi and Cátulo Castillo. Alcançou fama quando incorporou ao repertório novos autores como Eladia Blázquez, Osvaldo Avena, Héctor Negro e Chico Novarro. Durante a ditadura militar argentina abandonou o país e exilou-se na França, onde se converteu na mais importante voz internacional do tango contemporâneo, e seu timbre de voz foi comparado ao de Piaf. Quando retornou, apresentou a ideia inovadora de tango-show, o que a afastou dos adeptos tradicionais. Foi uma das principais figuras da renovação do estilo do tango.
Trabalhou como atriz profissional tanto em rádio, como TV, cine e teatro, participando em obras como: "Vida Privada" de Noël Coward, "Fuenteovejuna" de Lope de Vega, "Los Físicos" de Friedrich Dürrenmatt, "Jardín de los Cerezos" de Antón Chéjov, "Orfeo Desciende" de Tennessee Williams e "Locos de Verano" de Gregorio de Laferrère. 
Sua posição em defesa dos direitos humanos e procura incessante de construir um mundo de  paz e justiça social a levaram ao título de Cidadão Ilustre da Cidade de Buenos Aires. Com consciência artística e política a levou a posição da UNESCO de Embaixador da Boa Vontade desde 1992.
Recebeu extensa premiação em sua carreira, que , ao que parece, ainda será longa.

## Discografia
(alguns títulos representativos)
- Mi voz y Mi Ciudad (1965)
- Buenos Aires... Paris (Philips) (1979)
- Grabado en vivo (Philips) (Live in Argentina)
- De otros tiempos (Philips) (1980)
- La Reina del Plata (Philips) (1980)
- El Tango Resplandeciente (Milan Sur) (1997)
- Hoy Como Ayer (2005)
- Experimentango (2006)
- En el Underground (2007)

## Prêmios Nacionais na Argentina
- 1999 - Gran Premio de SADAIC pela divulgação do repertório Argentino no mundo
- 1997 - Premio “Lobo de Mar” da Cidade de Mar del Plata melhor produção e espetáculo musical.
- 1996 - Inauguração da Calle (Rua) Susana Rinaldi.

- Premio "Premios Estrella de Mar" melhor produção e melhor figurino do cenário .
- 1995 - Premio "Lobo de Mar" da Cidade de Mar del Plata.
- 1990 - Ciudadana Ilustre de la Ciudad de Buenos Aires.
- 1987 - Caballero de la Orden de San Martín de Tours, Buenos Aires.
- 1981 - Premio Grand Prix melhor interpretação em um espetáculo musical.
- 1978 - Premio "Prensario" (Premio da Imprensa) melhor interpretação e um show televisivo.
- 1977 - Premio "Prensario" (Premio da Imprensa) melhor interpretação em um espetáculo musical.
- 1975 - Menção especial da Revista Audiencia e o Premio “Clave” ( Chave) da Revista Antena.
- 1974 - Menção especial da Revista Talía.

- Gran Premio "Prensario" (Premio da Imprensa) melhor interpretação em um espetáculo musical.
- 1969 - Grand Premio SADAIC pela interpretção e o premio APTRA pelo melhor espectáculo.

- Premios Martín Fierro ao melhor espectáculo musical do ano.
- "Talento de Oro", premio de disco em parceria com Astor Piazzolla.

## Prêmios Internacionais
- 2001 - A Presidente de Finlândia, Tarja Halonen, outorgou-lhe a “Gran Cruz de la Orden de León de Finlandia” por seus méritos profissionais, artísticos e cooperação cultural entre Argentina e Finlândia.
- 2000 - O Presidente do Chile Ricardo Lagos lhe outorgou a “Orden Cultural Gabriela Mistral” por sua trajetória artística  e pela cooperação de intercambio cultural entre Argentina e Chile.
- 1999 - Premio “Estrella de Oro del Tango – Tangon Kultainen Tähti” do Festival Tangomarkkinat, Seinäjoki, Finlandia, em reconhecimento de sua segunda apresentação do tango argentino na Europa no Século XX, e pelo seu trabalho artístico para promover o tango e a cultura popular.
- 1998 - Doutora de Honoris Causa, Faculdade de Letras da Universidade de Costa Rica.
- 1997 - Premio Echelon Vermeil  da cidade de  Paris, por seus méritos.
- 1996 - Ordem “Francisco de Miranda”, da Venezuela.
- 1992 - Embaixadora de Boa Vontade da UNESCO.
- 1991 - Ordem de “Palmas al Mérito” - Cross, Itália.
- 1990 - Chevalier de l’Ordre des Arts et des Lettres, França.
- 1989 - Recebeu Las Puertas de la Ciudadela de Montevidéu, Uruguai, outorgada pelo Intendente Tabaré Vázquez.
- 1988 - "Tangon Suurlähettiläs - Ambassador of Tango", Ikaalinen, Finlândia.
- 1987 - "Targa d’Oro. Pace in Terns", Fiesole, Florença, Itália.
- 1985 - Premio "García Lorca", de Cuba.
- 1978 - Sagittario d’Oro, Itália, pelo seu trabalho no exterior para promoção da música popular argentina.
- 1977 - Chevalier de l’Ordre des Arts et de l’Education Artistique, París, França. Como reconhecimento de seu trabalho pela música popular.